# Prison de Plötzensee
Justizvollzugsanstalt Plötzensee
La prison de Plötzensee (en allemand : Justizvollzugsanstalt Plötzensee) est un établissement pénitentiaire allemand, situé dans le quartier de Charlottenbourg-Nord à Berlin. Elle regroupe plusieurs régimes de détention pour hommes ; actuellement, le nombre de places de détention s'élève à 369 dans les établissements fermés et à 90 en milieu ouvert.
La prison, qui doit son nom au lac Plötzen voisin, fut construite de 1869 à 1879 sur décision du gouvernement prussien et est rattachée au Grand Berlin en 1920. Elle comprenait cinq bâtiments de détention de trois étages, d'une capacité de 1 400 détenus environ. C'est durant la période nazie de 1933 à 1945 qu'elle devient célèbre pour sa fonction de lieu central des exécutions, notamment des résistants condamnés à mort par le Volksgerichtshof. Le mémorial de Plötzensee, ouvert en 1952 au bord de la prison, rappelle le sort des victimes.

## Histoire
Sous le régime nazi, la peine capitale n'est exécutée que dans un certain nombre d’établissements pénitentiaires répartis sur tout le territoire du Reich allemand. Le Code pénal (Strafgesetzbuch, StGB) dispose que le verdict doit être exécuté par décapitation. La prison de Plötzensee est, avec la prison de Brandebourg, le site central des exécutions du district judiciaire de la Kammergericht et, plus tard, du Volksgerichtshof à Berlin.
De l’ouverture de la prison aux années 1930, les sentences sont exécutées à la hache ; puis Hitler, sur proposition du ministre de la Justice Franz Gürtner, décide, le 14 octobre 1936, que les exécutions se feront par la guillotine (Fallbeil). Afin d’augmenter la cadence des exécutions, qui se font plus nombreuses, une guillotine est transférée le 17 février 1937 de la prison de Bruchsal et montée dans un ancien hangar situé à l’arrière de la prison. Au début de la Seconde Guerre mondiale, le nombre des exécutions augmente encore fortement.
Au début des années 1940, le bourreau en chef est Johann Reichhart, descendant d'une famille bourgeoise de bourreaux remontant jusqu'au milieu du XVIIIe siècle et réputé être le bourreau ayant exécuté le plus de personnes, avec 3 165 exécutions à son actif. Le 23 septembre 1942, Wilhelm Röttger lui succède à Plötzensee et à Brandebourg. Il y effectue la majorité des exécutions de sa carrière, parmi lesquelles celle de Helmuth Hübener, âgé de 17 ans, le 27 octobre 1942.

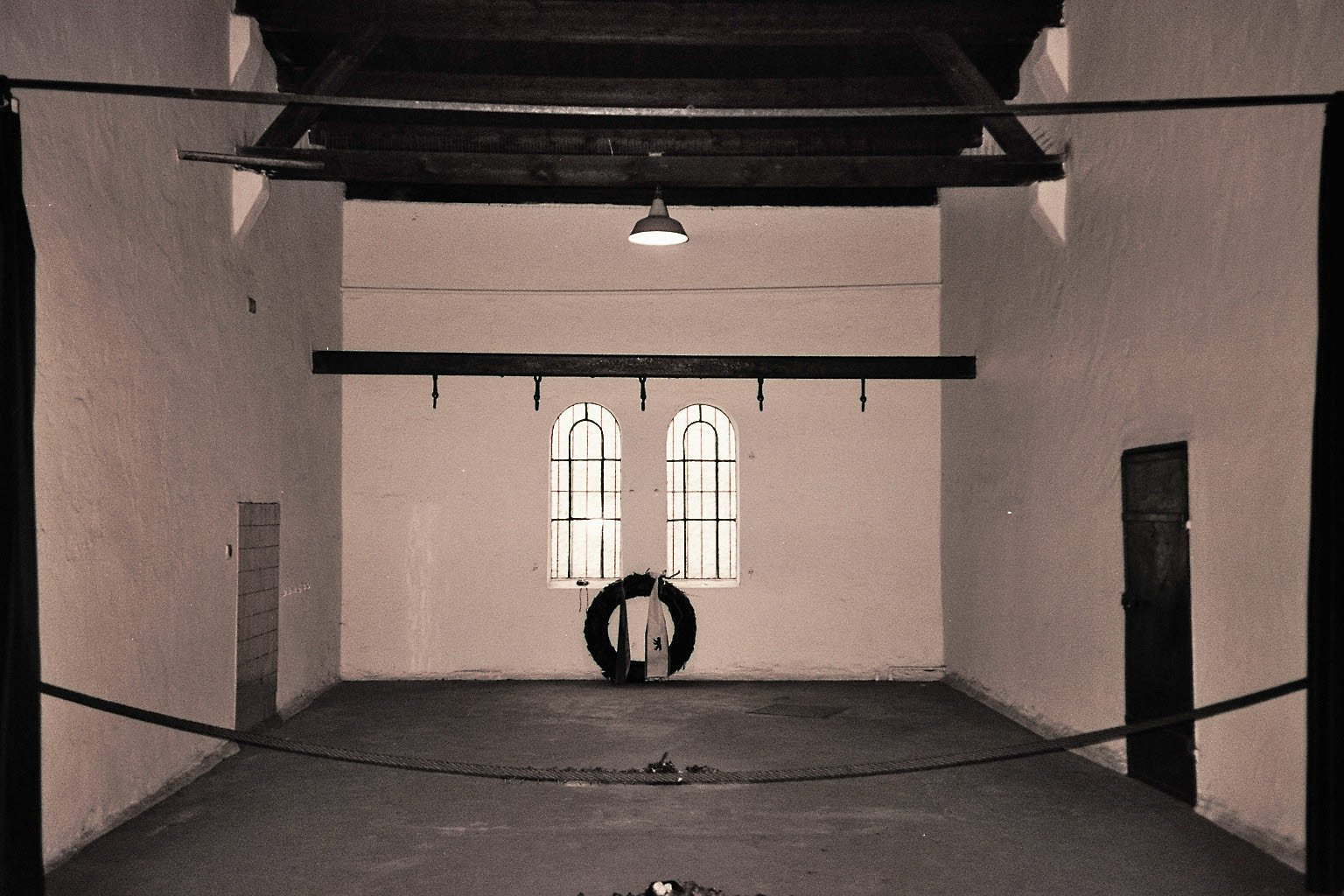
La salle d'exécutions.

Le 15 décembre 1943, sur instructions de Hitler, une barre métallique portant cinq crochets de boucher est placée dans la chambre d'exécution, qui servent aux pendaisons. Puis, ce sont huit crocs qui permettent d’augmenter les cadences. Les premiers pendus sont les membres de l'« Orchestre rouge » le 22 décembre, dont Harro Schulze-Boysen et Arvid Harnack. Une partie des conspirateurs du 20 juillet 1944 furent pendus avec des cordes de piano.
Le 1er avril 1933, le théologien Harald Poelchau (1903–1972) devient l’aumônier protestant des prisons de Berlin, le premier nommé par le régime nazi. Fonctionnaire du ministère de la Justice, il est d'un grand secours aux victimes de la violence et apporte un réconfort spirituel à des centaines de condamnés à mort, avant leur exécution. À partir de 1941, il fait partie du cercle de Kreisau créé par Helmuth James von Moltke. Après l'échec du complot du 20 juillet 1944, il transmet de nombreux derniers messages et lettres d'adieu aux parents des condamnés du procès de l’attentat.

### Le massacre du 7 au12 septembre 1943
En été 1943, à la suite du bombardement partiel de la prison par l'aviation alliée, au cours duquel la guillotine est endommagée, le ministère de la Justice ordonne l'exécution immédiate de toutes les condamnations à mort pour gagner de la place et éviter des évasions. Selon les mémoires de Harald Poelchau, la tuerie commence au crépuscule, le soir du 7 septembre 1943. Jusqu'au 12 septembre 1943, plus de 250 prisonniers, dont six par erreur, sont pendus par groupes de huit alors même que les raids aériens continuent. Comme il n'y a plus d'électricité, les exécutions ont lieu à la lueur des bougies. Les bourreaux, épuisés, ne s'arrêtent qu'au matin, à huit heures, pour reprendre leur activité le soir.
Au total, 2 891 personnes sont exécutées à Plötzensee de 1933 à 1945 – parmi lesquelles les membres de l'« Orchestre rouge » et du cercle de Kreisau, ainsi que la plupart des conjurés du 20 juillet 1944 après leur jugement devant le Volksgerichtshof.

## Mémorial

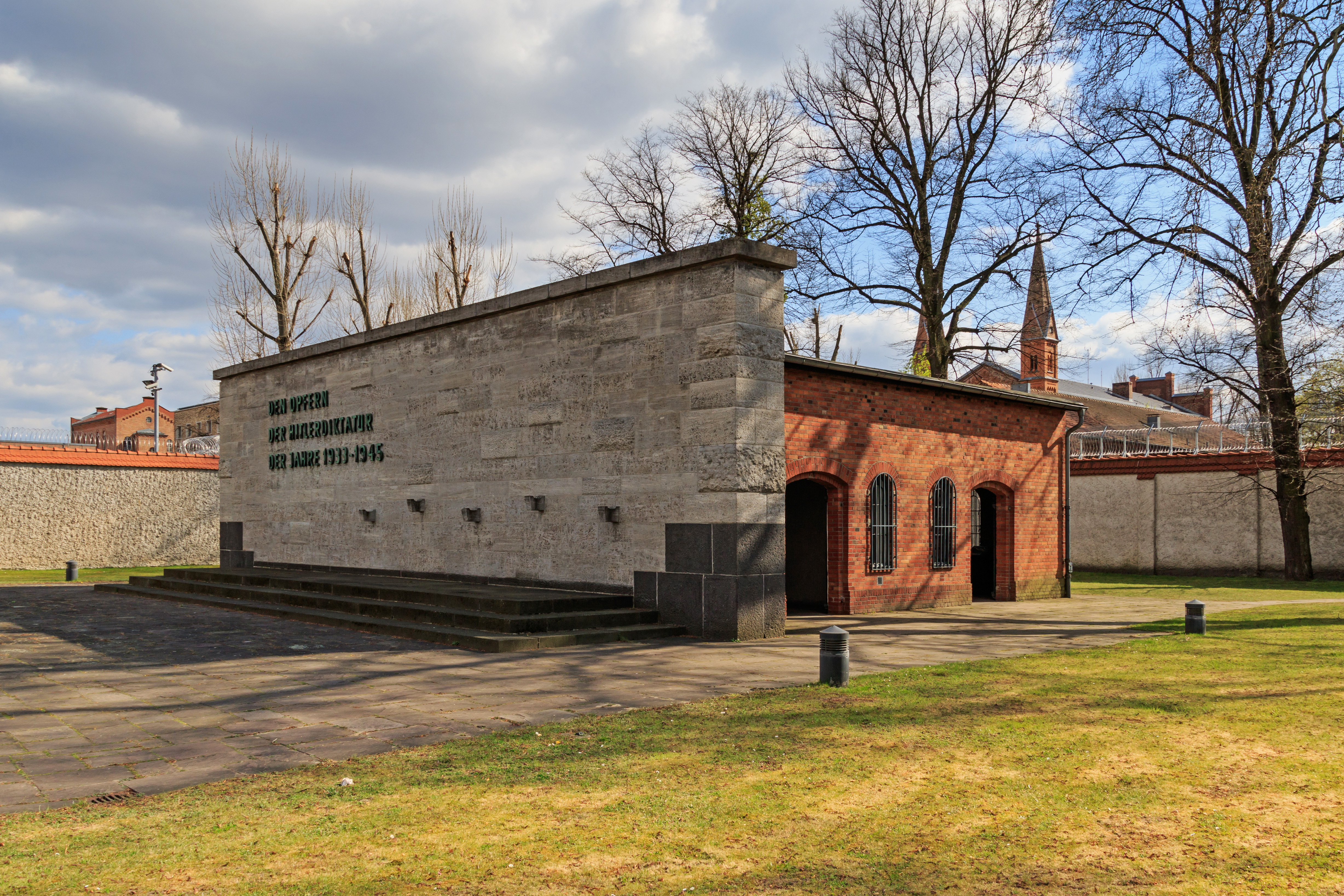
Le mémorial de Plötzensee.

En souvenir des condamnés, un site commémoratif est inauguré avec le soutien du mémorial de la Résistance allemande le 14 septembre 1952 au lieu des exécutions. Il s'agit d'une petite bâtisse en briques rouges, qui est le seul édifice existant à ce jour.
Sur le mémorial est écrit : « Aux victimes de la dictature d'Hitler des années 1933-1945 ». Un document a été inséré dans la première pierre du mémorial: « Ici, de 1933 à 1945, sous la dictature hitlérienne, des centaines d'hommes ont péri par meurtre légal, payant de leur vie leur lutte pour les droits de l'homme et la liberté politique. Ils étaient issus de toutes les couches de la société, et de presque toutes les nations. Par ce mémorial, Berlin honore les millions de victimes du Troisième Reich, diffamées, maltraitées, privées de leur liberté ou assassinées à cause de leur conviction politique, de leur confession religieuse ou de leur appartenance raciale. »
Sur les 2 891 exécutés entre 1933 et 1945, on trouve 1 437 Allemands, 677 Tchèques, 253 Polonais, 245 Français, 89 Autrichiens, 65 Belges, 115 personnes d'autres nationalités.

### Les prisonniers polonais

Kotwica, l'un des symboles de l'Armia Krajowa

Certains condamnés polonais appartiennent à l'Armée nationale secrète (Armia Krajowa) ou lui apportent leur soutien et ont été poursuivis pour détention illégale d'armes et d'explosifs, sabotage et atteinte à la sûreté de l'État. d'autres sont des prisonniers de guerre évadés ou des réquisitionnés du travail arrêtés par la Gestapo en Allemagne et qui, au début du moins, sont traduits devant les cours spéciales. À Plötzensee sont également exécutés des Polonais ayant essayé d'aider des compatriotes persécutés.

### Les prisonniers tchèques

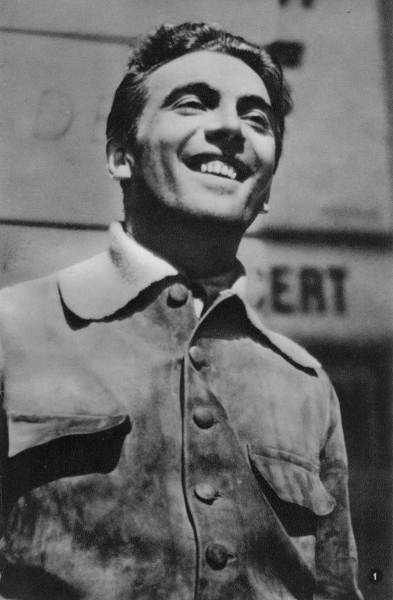
Julius Fučík

Beaucoup appartiennent à un mouvement de résistance militaire portant le nom de "Défense nationale" (Obrana národa), composé d'officiers de l'ex armée tchécoslovaque. Quelque quatre cents périssent à Plötzensee entre avril 1942 et septembre 1943. Dans la même période, plus de deux cent vingt autres Tchèques sont exécutés, dont quatre-vingts environ appartiennent à la résistance communiste et à peu près cent quarante à d'autres réseaux civils. Utilisant divers moyens, ils luttent pour une Tchécoslovaquie indépendante, ce que les tribunaux allemands jugent particulièrement répréhensible depuis l'annexion des Sudètes et l'instauration du Protectorat de Bohème-Moravie en mars 1939. Parmi les condamnés exécutés dans la nuit du 7 au 8 septembre 1943 se trouvait le communiste tchèque Julius Fučík.

### Le groupe Rütli
Petit réseau de résistance composé d'anciens élèves de l'école Rütli, créé par Hanno Günther et Elisabeth Pungs. Arrêtés en juillet et août 1942, tous les membres sont internés dans la prison de Plötzensee. La plupart seront exécutés.

### Le groupe Baum

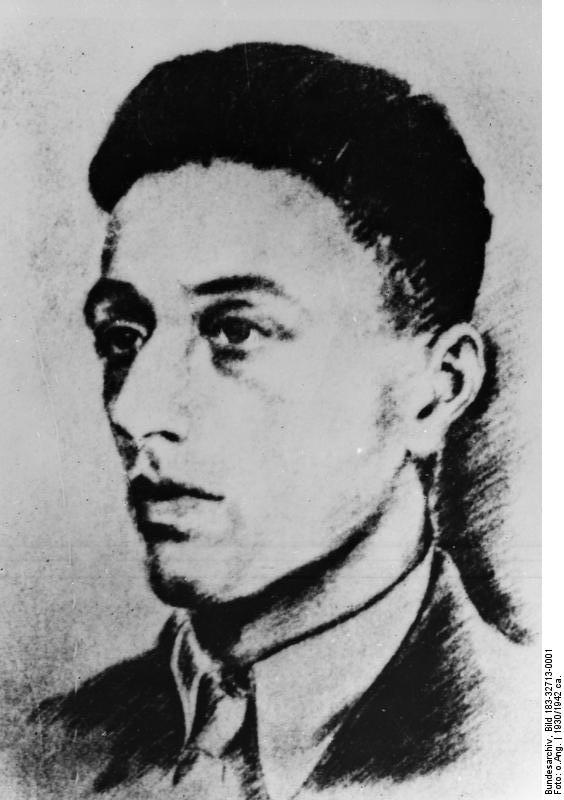
Herbert Baum.

En 1942, la Gestapo détient dans ses geôles les membres d'un groupe de juifs communistes dirigé par le couple Herbert et Marianne Baum. Depuis le milieu des années trente, Herbert Baum rassemblait autour de lui des personnes d'origine juive partageant ses convictions. Considérés par les réseaux communistes clandestins comme particulièrement menacés, ils étaient tenus à l'écart des liaisons avec le Parti, ce qui ne les empêchait pas de rédiger des tracts antinazis. Le 18 mai 1942, ils commettent un attentat contre l'exposition de propagande anticommuniste « Le paradis soviétique » (Das Sowjet-Paradies), sur la place du Lustgarten à Berlin. Peu après, Herbert et Marianne Baum, Werner Steinbrink, Hildegard Jadamowitz et beaucoup d'autres membres du groupe sont arrêtés. Herbert Baum meurt sans qu'on sache s'il s'est suicidé ou s'il est mort des suites des tortures subies. Deux autres se suicident en détention à la suite des sévices subis. Vingt complices sont condamnés à mort au cours de six grands procès. D'autres, dont le destin n'a jamais été élucidé, ont sans doute péri en camps de concentration. Les condamnés du groupe Baum sont exécutés à Plötzensee les 18 août 1942, 4 mars 1943, 11 mai 1943, 18 juin 1943 et 7 septembre 1943 : Marianne Baum (1912-1942), Suzanne Wesse (1914-1942), Heinz Rotholz (1922-1943), Heinz Birnbaum (1920-1943), Herbert Budzislawski, Hella Hirsch (1921-1943), Hanni Meyer (1921-1943), Marianne Joachim (1922-1943), Lothar Salinger (1920-1943), Helmut Neumann (1922-1943), Hildegard Löwy et Siegbert Rotholz (1922-1943), Werner Steinbrink (1916-1942) et sa fiancée Hildegard Jadamowitz (1917-1942).

### Le réseau Orchestre rouge
Le réseau Harnack/Schulze-Boysen est plus connu sous le nom d'« Orchestre rouge ».

## Quelques personnalités exécutées dans cette prison
- Judith Auer, résistante allemande au nazisme.
- Marianne Baum et Herbert Baum, résistants communistes allemands, membre du groupe Baum.
- Maurice Bavaud, citoyen suisse qui tenta d'assassiner Hitler en 1938.
- Liane Berkowitz, membre de l'Orchestre rouge.
- Irena Bernášková, résistante tchécoslovaque au nazisme.
- Conrad Blenkle, ancien député communiste, résistant.
- Marius Briant, résistant français, membre de Honneur et Patrie[7]
- Erika von Brockdorff, membre de l'Orchestre rouge.
- Eduard Brücklmeier, diplomate allemand, membre du complot du 20 juillet 1944.
- Peter Buchholz, aumônier de la prison.
- Karl Behrens, membre de l'Orchestre rouge
- Eugen Bolz, homme politique catholique allemand, membre du parti Zentrum et opposant au nazisme.
- Rudolf Claus, résistant au nazisme.
- Hilde Coppi et Hans Coppi, résistants communistes allemands, membres de l'Orchestre rouge.
- Alfred Delp, jésuite allemand membre du complot du 20 juillet 1944.
- Moussa Djalil, poète soviétique tatar, combattant de la résistance.
- Arthur Emmerlich, résistant communiste.
- Erich Fellgiebel, général allemand, membre du complot du 20 juillet 1944.
- Julius Fučík, écrivain tchèque et journaliste communiste.
- Jakob Gapp, prêtre catholique marianiste, bienheureux, le 13 août 1943.
- Carl Friedrich Goerdeler, homme politique conservateur allemand et membre du complot du 20 juillet 1944.
- John Graudenz, membre de l'Orchestre rouge.
- Nikolaus Gross, membre du complot du 20 juillet 1944.
- Hanno Günther, membre du groupe Rütli.
- Hans Bernd von Haeften, membre du cercle de Kreisau et du complot du 20 juillet 1944.
- Albrecht von Hagen, membre du complot du 20 juillet 1944.
- Otto et Elise Hampel, couple de résistants allemands au nazisme.
- Arvid Harnack et Mildred Harnack, membres de l'Orchestre rouge.
- Paul von Hase, général allemand, membre du complot du 20 juillet 1944.
- Ulrich von Hassell, diplomate allemand, membre du complot du 20 juillet 1944.
- Elli Hatschek, membre du groupe Union européenne.
- Theodor Haubach, membre du cercle de Kreisau.
- Wolf-Heinrich von Helldorf, membre du complot du 20 juillet 1944.
- Marie-Louise Henin (1898-1944), résistante belge
- Liselotte Herrmann, militante communiste allemande
- Helmut Himpel (de), membre de l'Orchestre rouge
- Hella Hirsch, résistante, membre du groupe Baum
- Erich Hoepner, général allemand membre du complot du 20 juillet 1944
- Caesar von Hofacker, colonel allemand membre du complot du 20 juillet 1944
- Heinz et Marianne Joachim, résistants communistes allemands du groupe Baum.
- Otto Kiep, diplomate allemand membre du complot du 20 juillet 1944.
- Johanna Kirchner, membre du Parti social-démocrate
- Friedrich Klausing (de) avocat, membre du complot du 20 juillet 1944.
- Karlrobert Kreiten, victime d'une dénonciation anonyme.
- Adam Kuckhoff, membre de l'Orchestre rouge.
- Julius Leber, membre du cercle de Kreisau.
- Paul Lejeune-Jung, membre du complot du 20 juillet 1944.
- Heinrich von Lehndorff, membre du complot du 20 juillet 1944.
- Ludwig von Leonrod officier allemand membre du complot du 20 juillet 1944.
- Wilhelm Leuschner, membre du complot du 20 juillet 1944.
- Wilhelm von Lynar, officier allemand membre du complot du 20 juillet 1944.
- Michael von Matuschka, membre du complot du 20 juillet 1944.
- Helmuth James von Moltke, aristocrate allemand membre du complot du 20 juillet 1944.
- Arthur Nebe, criminel de guerre nazi, membre du complot du 20 juillet 1944.
- Véra Obolensky, princesse russe, héroïne de la résistance française.
- Wolfgang Pander, communiste allemand résistant membre du groupe Rütli.
- Joseph Péters, prêtre catholique belge, guillotiné le 1er juillet 1943.
- Erwin Planck, membre du complot du 20 juillet 1944.
- Johannes Popitz, membre du complot du 20 juillet 1944.
- Siegfried Rädel, résistant allemand au nazisme
- Adolf Reichwein, membre du cercle de Kreisau
- Galina Romanova (1918-1944), médecin déportée, guillotinée le 3 novembre 1944
- Klara Schabbel, (1894-1943), membre de l'Orchestre rouge, guillotinée le 5 août 1943
- Rose Schlösinger, membre de l'Orchestre rouge, guillotinée le 5 août 1943
- Elfriede Scholz, guillotinée le 16 décembre 1943 pour « atteinte au moral de l'armée ».
- Harro Schulze-Boysen, membre de l'Orchestre rouge.
- Libertas Schulze-Boysen, membre de l'Orchestre rouge.
- Oda Schottmüller, danseuse, sculptrice, membre de l'Orchestre rouge.
- Friedrich-Werner von der Schulenburg, diplomate allemand membre du complot du 20 juillet 1944.
- Elisabeth et Kurt Schumacher, membres de l'Orchestre rouge.
- Ulrich Wilhelm Schwerin von Schwanenfeld, officier allemand membre du complot du 20 juillet 1944.
- Bernard Sikorski, communiste allemand du groupe Rütli.
- Günther Smend, officier allemand membre du complot du 20 juillet 1944.
- Berthold von Stauffenberg, juriste allemand membre du complot du 20 juillet 1944.
- Hellmuth Stieff, général allemand membre du complot du 20 juillet 1944.
- Hermann Stöhr, pacifiste allemand décapité le 21 juin 1940.
- Carl-Heinrich von Stülpnagel, général allemand membre du complot du 20 juillet 1944.
- Elisabeth von Thadden, résistante allemande au nazisme.
- Maria Terwiel, membre de l'Orchestre rouge.
- Adam von Trott zu Solz, membre du cercle de Kreisau et du complot du 20 juillet 1944.
- Nikolaus von Üxküll-Gyllenband, membre du complot du 20 juillet 1944.
- Elli Voigt, membre de l'Organisation Saefkow-Jacob-Bästlein (en)
- Peter Yorck von Wartenburg, membre du complot du 20 juillet 1944.
- Erwin von Witzleben, général allemand membre du complot du 20 juillet 1944.

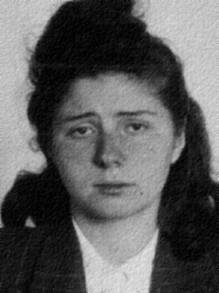
Liane Berkowitz
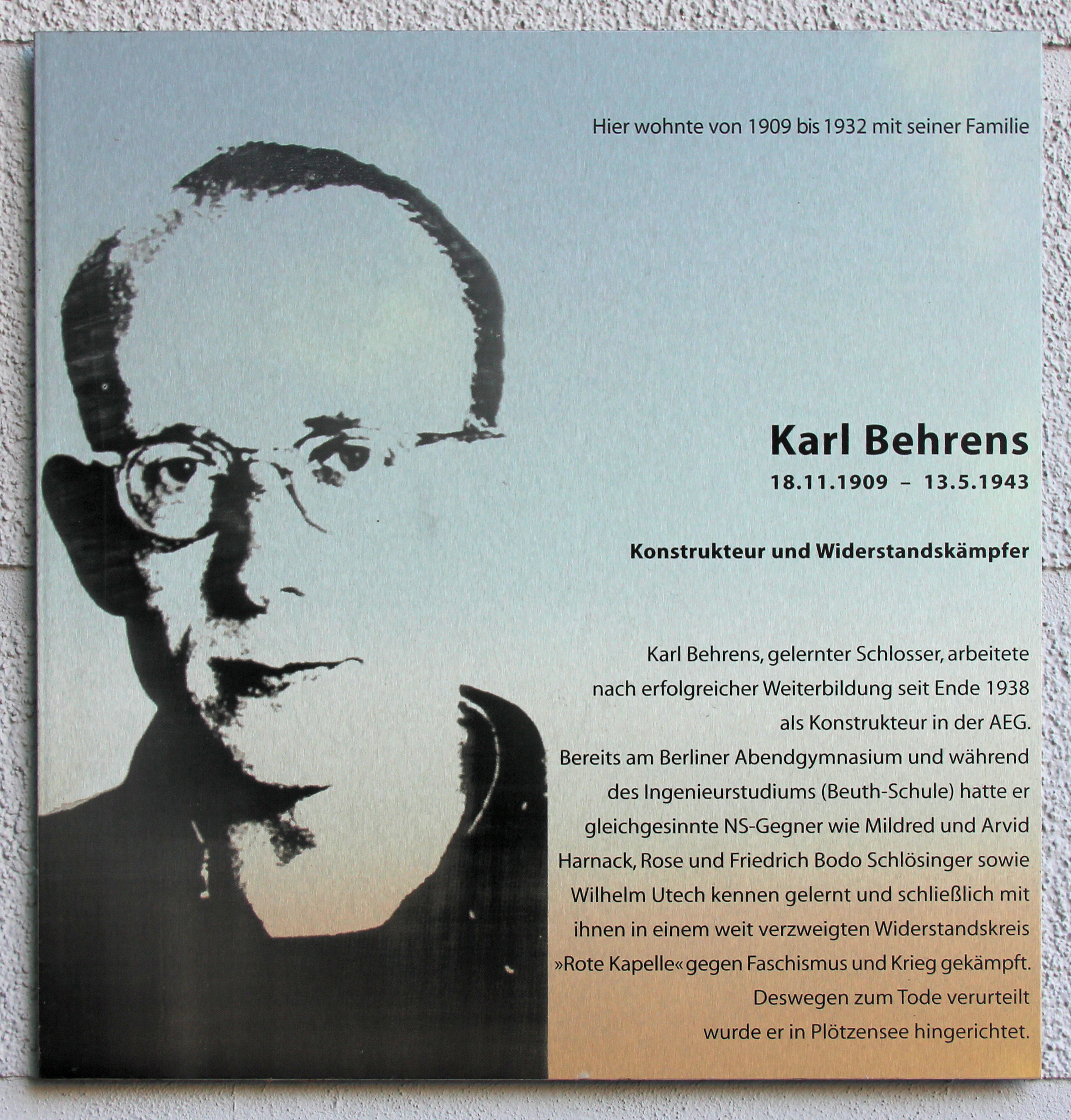
Karl Behrens
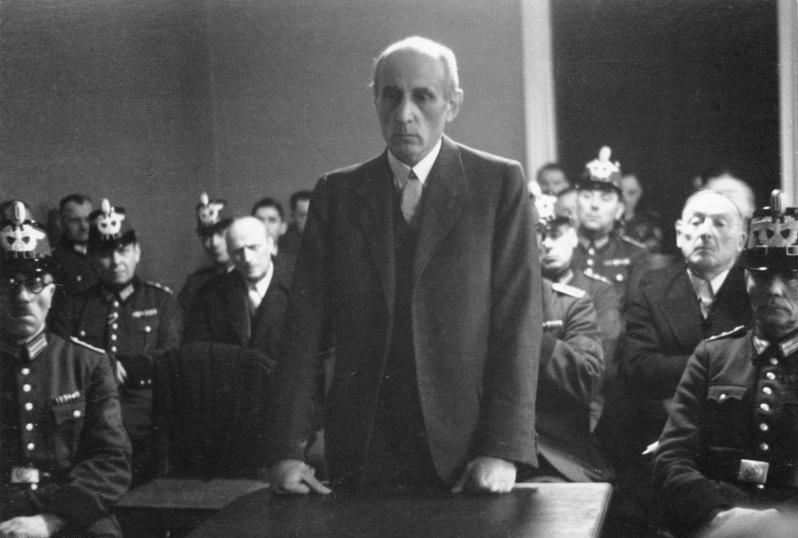
Eugen Bolz
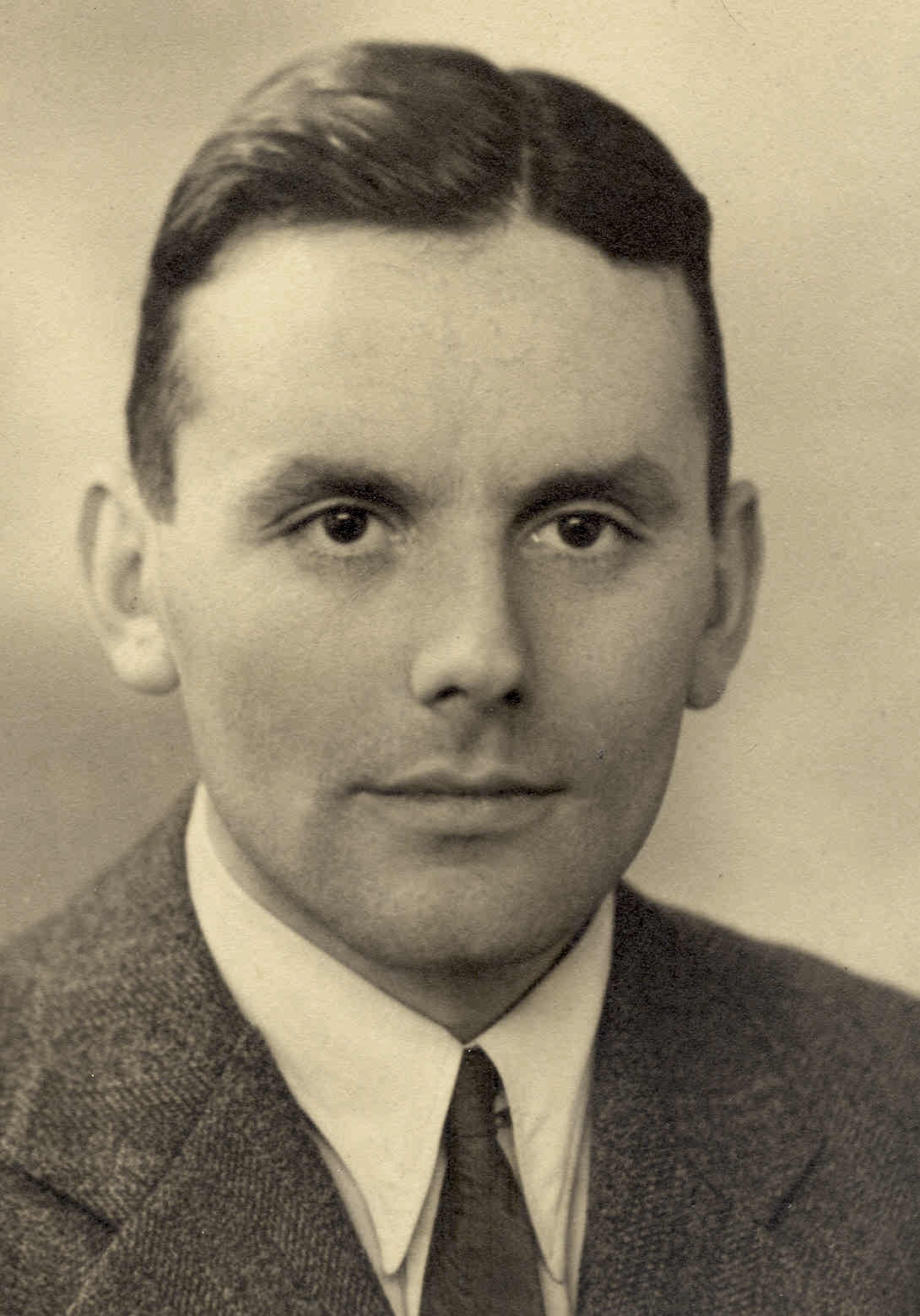
Eduard Brücklmeier
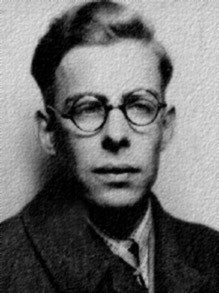
Hans Coppi
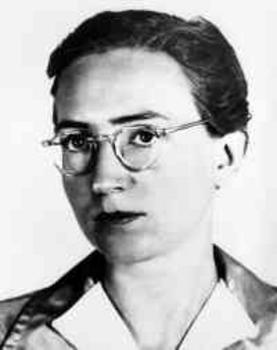
Hilde Coppi
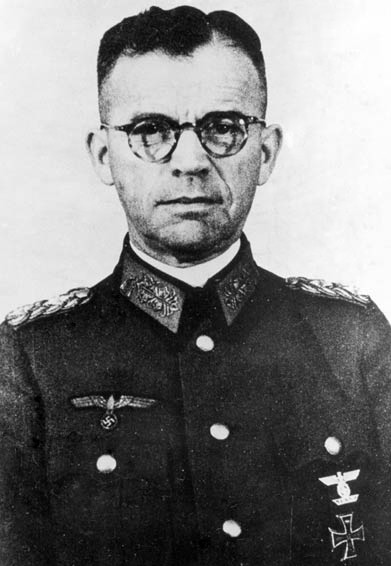
General der Nachrichtentruppe[a] Erich Fellgiebel
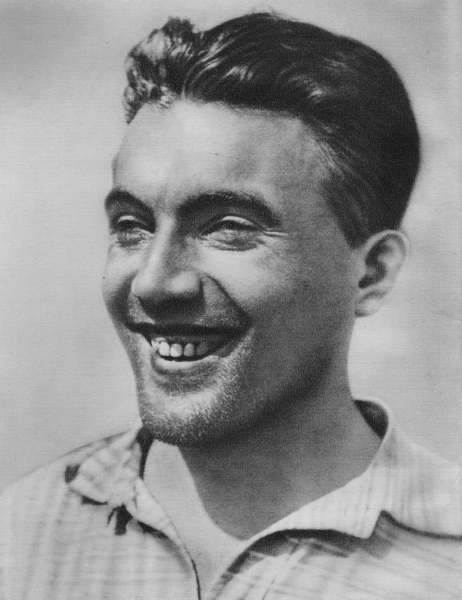
Julius Fučík
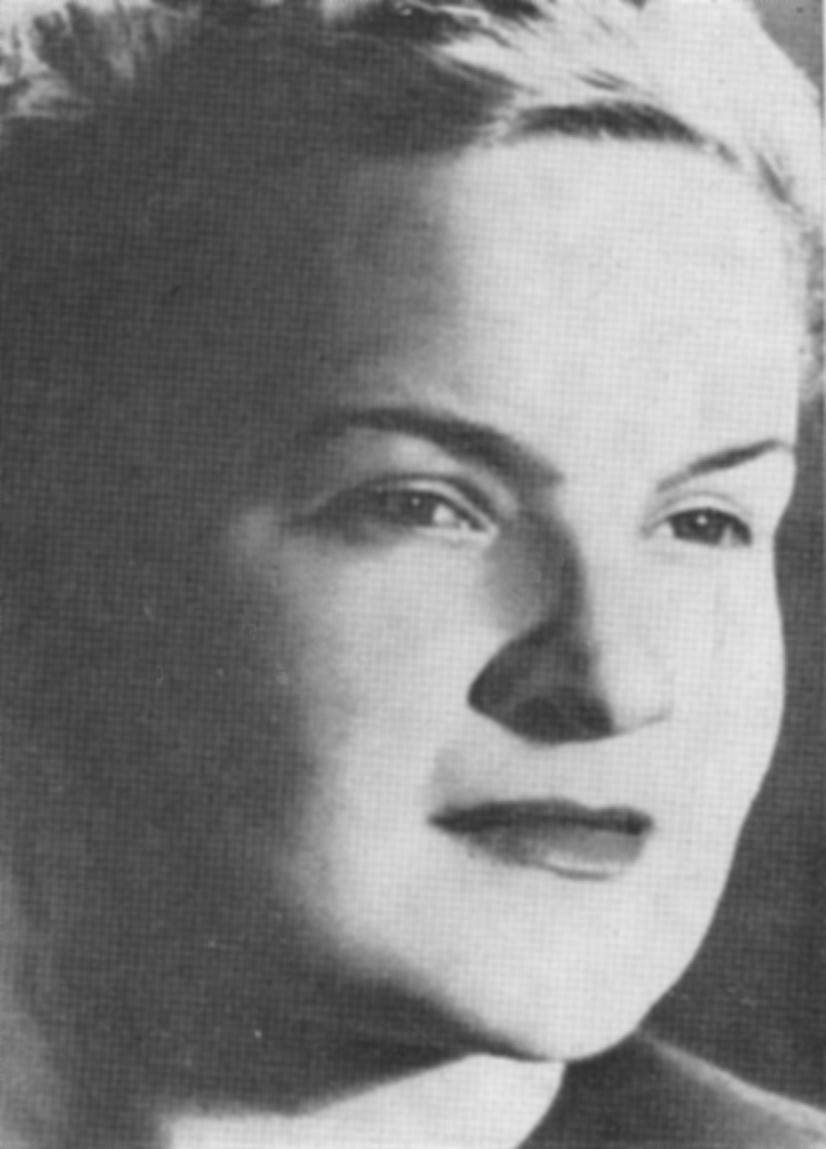
Erika Gräfin von Brockdorff
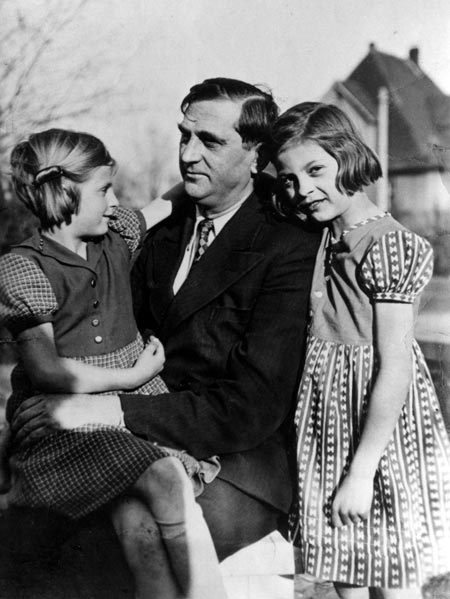
John Graudenz
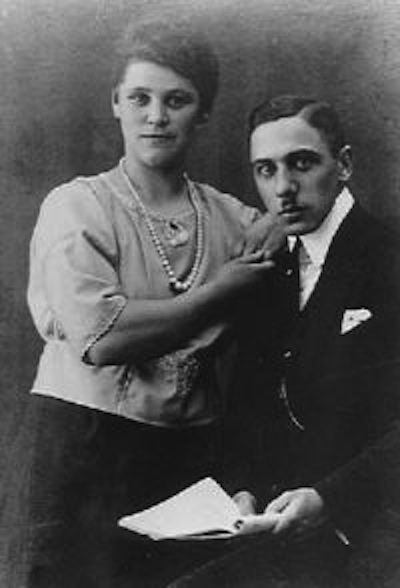
Nikolaus et Elisabeth Gross
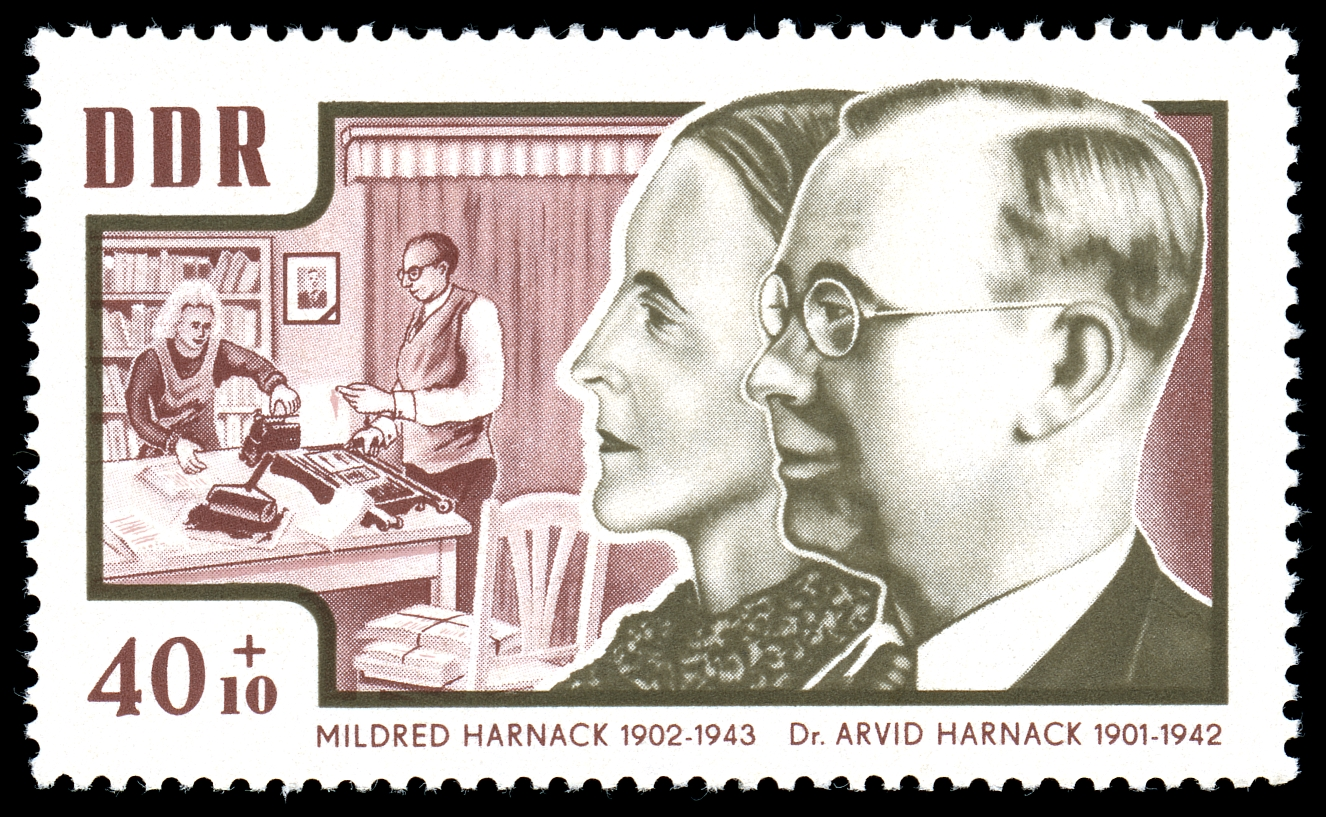
Mildred et Arvid Harnack
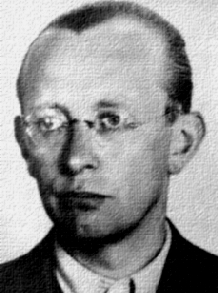
Arvid Harnack
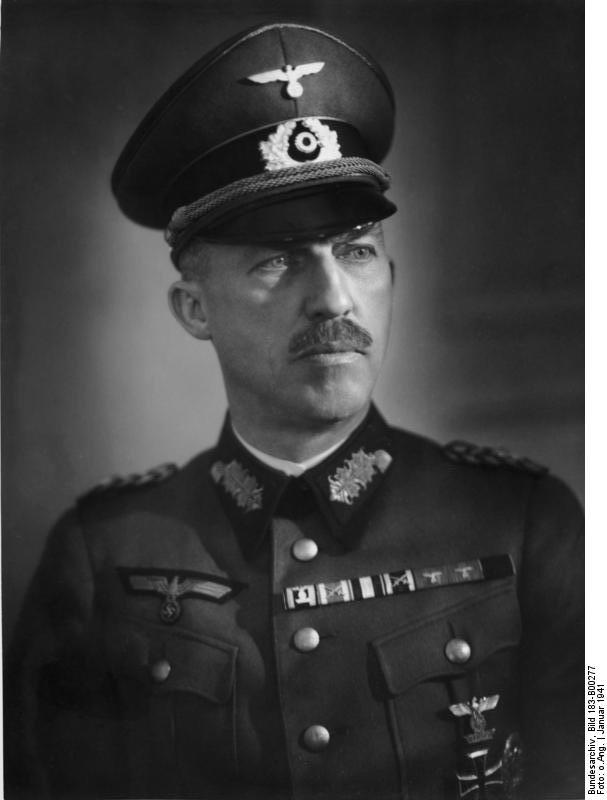
Generalleutnant[b] Paul von Hase
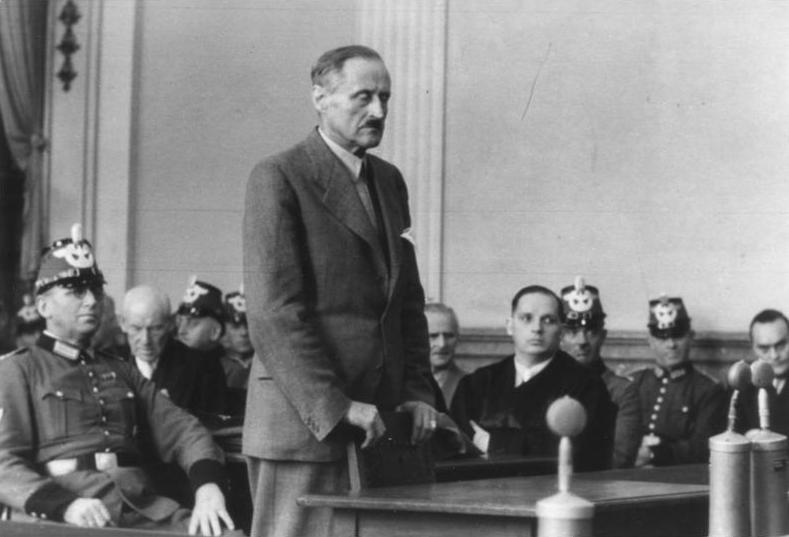
Ulrich von Hassell
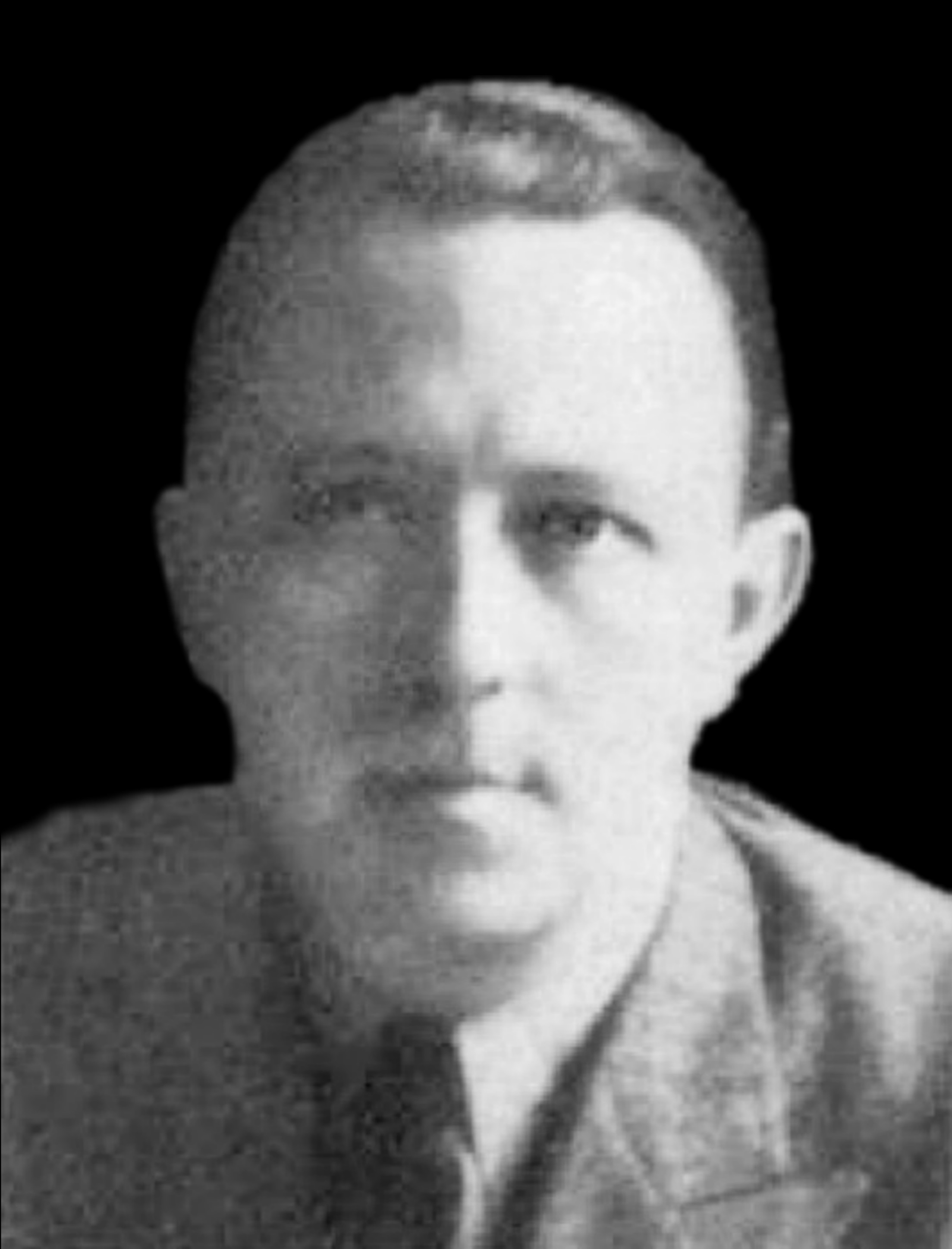
Wolf-Heinrich Graf von Helldorf
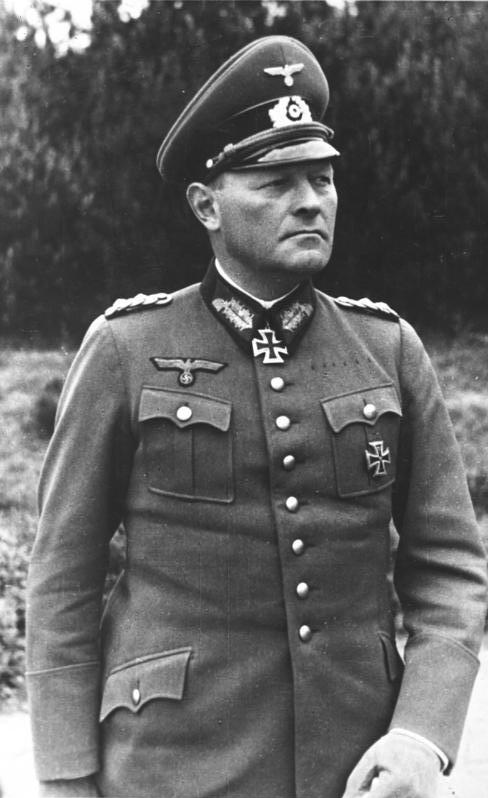
Generaloberst[c] Erich Hoepner
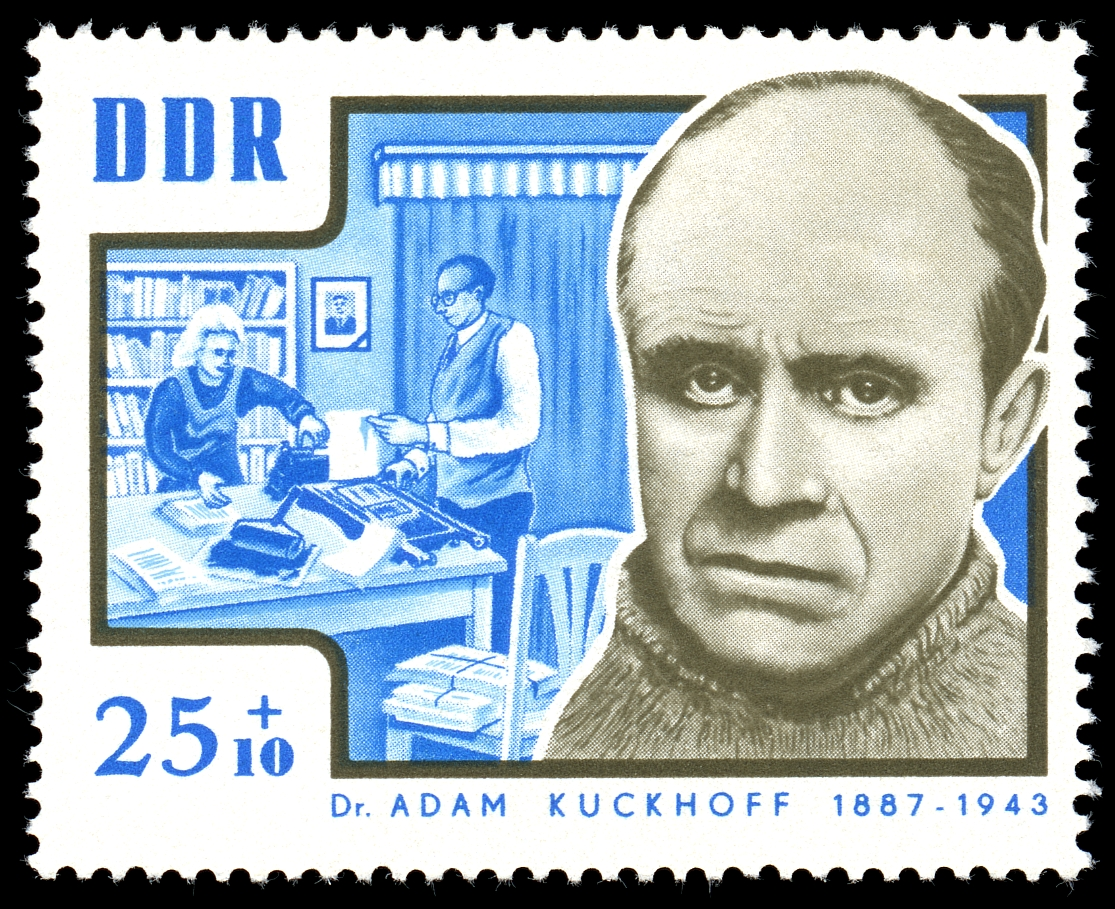
Adam Kuckhoff
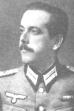
Ludwig Freiherr von Leonrod
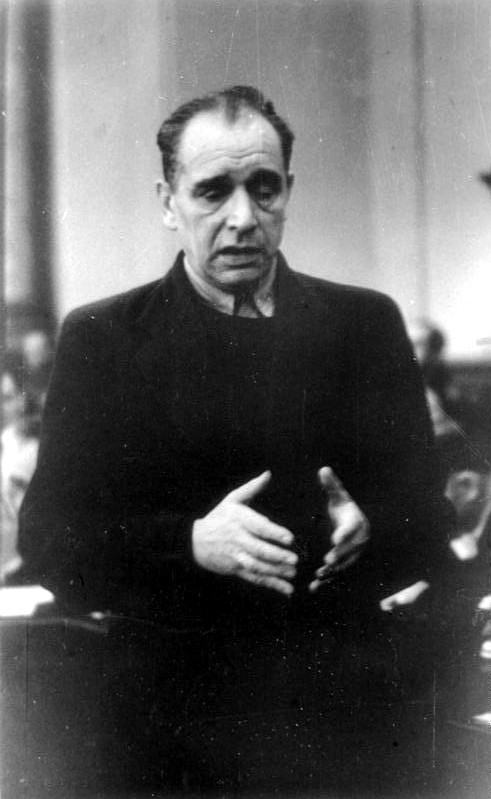
Julius Leber
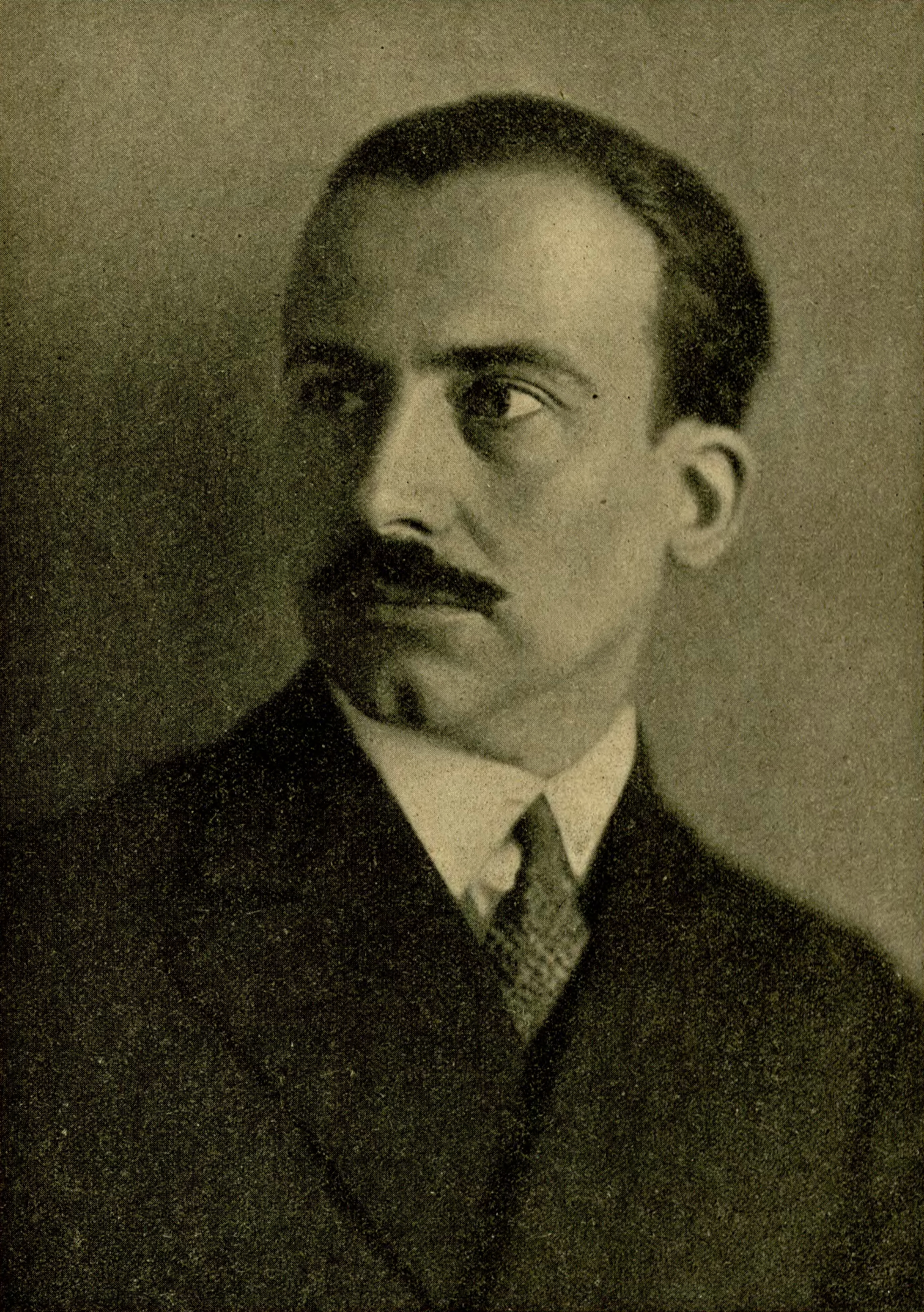
Michael von Matuschka
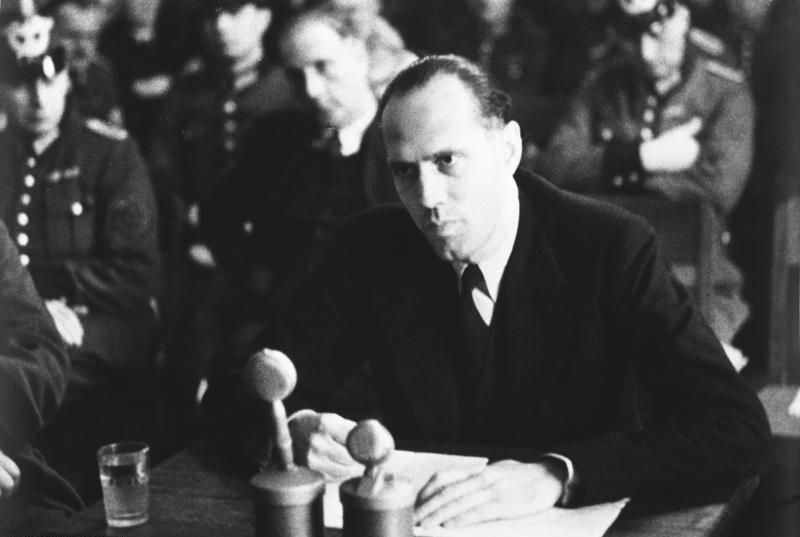
Helmuth James von Moltke
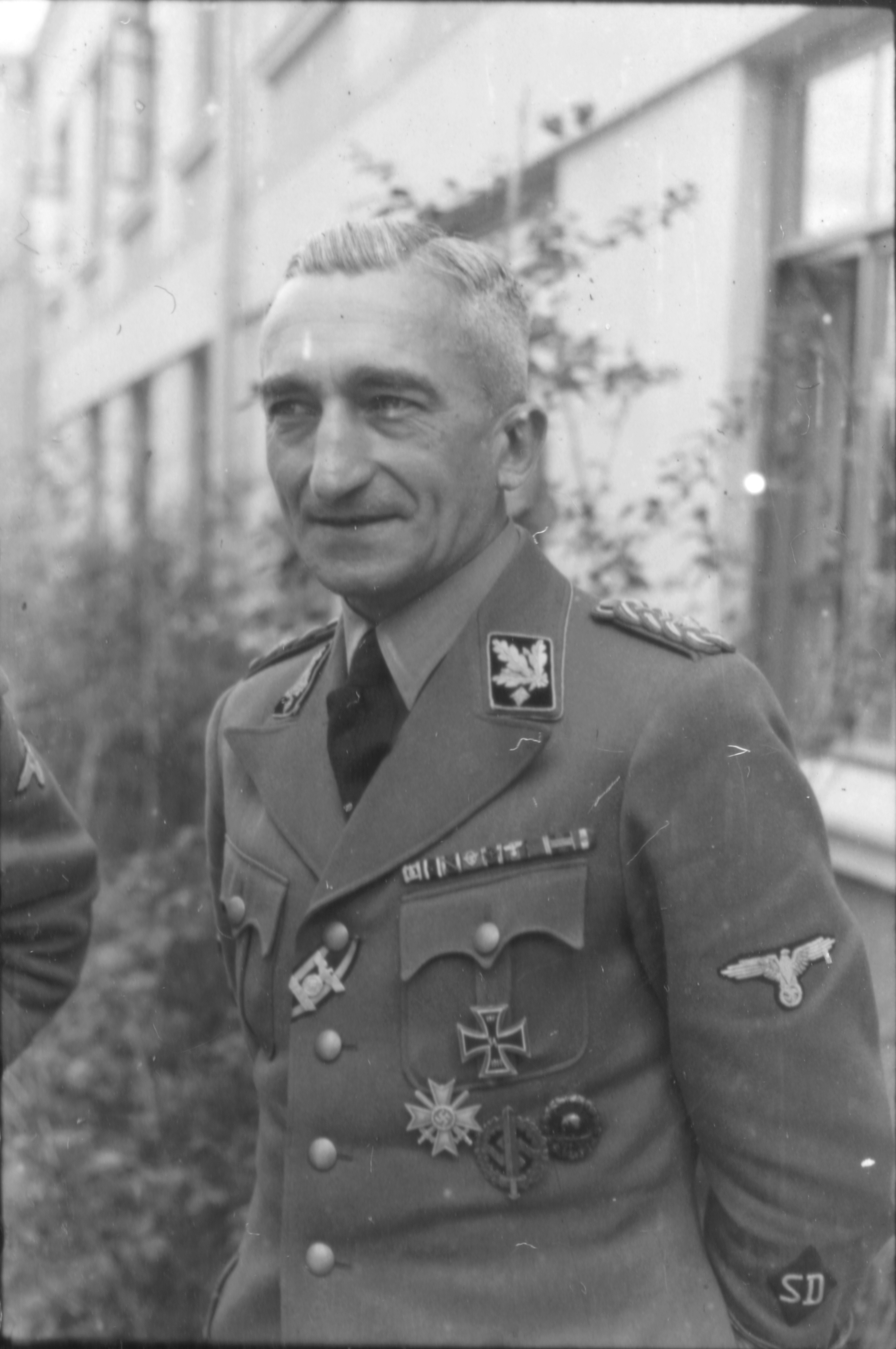
SS-Gruppenführer[d] Arthur Nebe
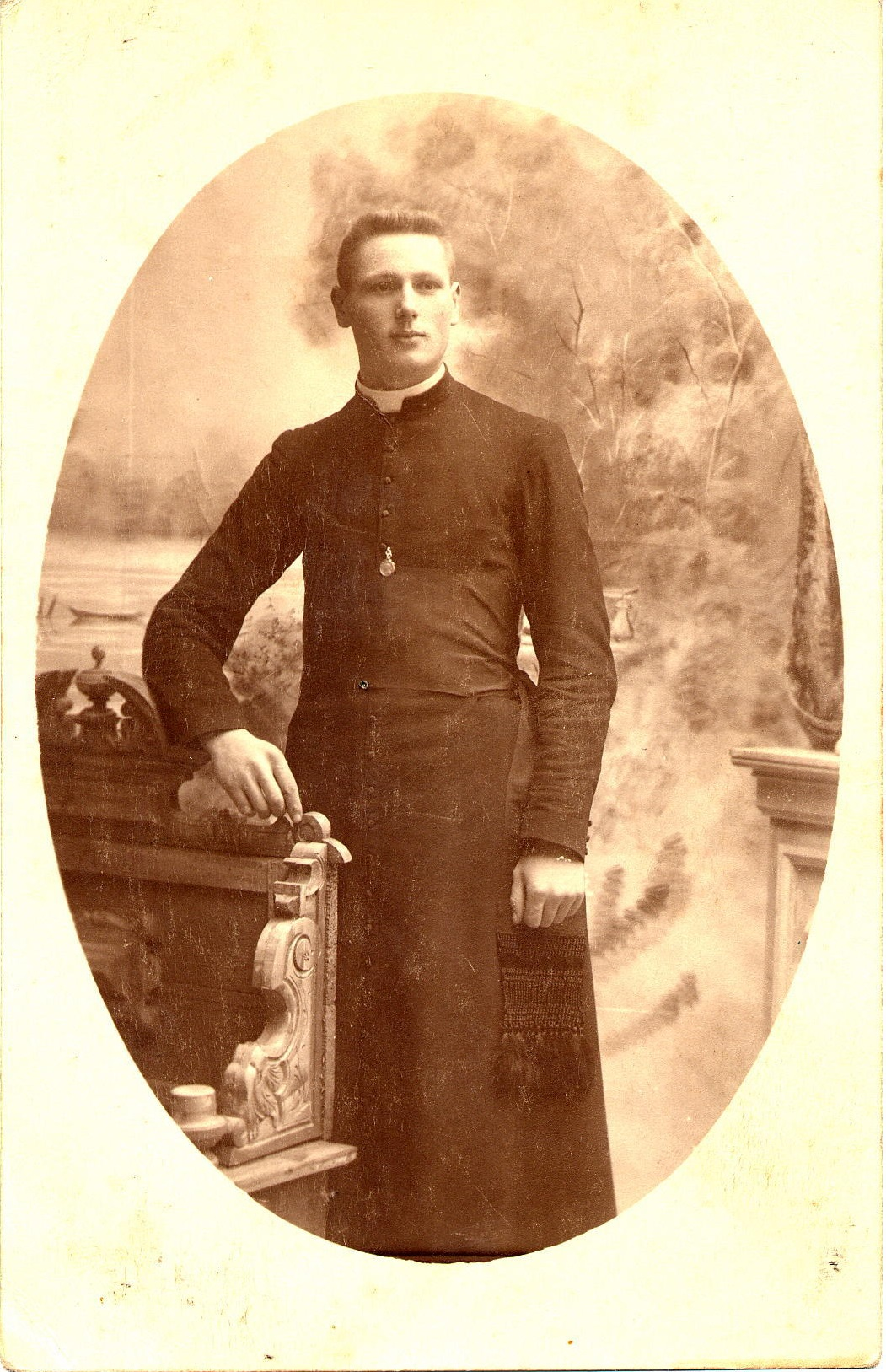
Joseph Péters
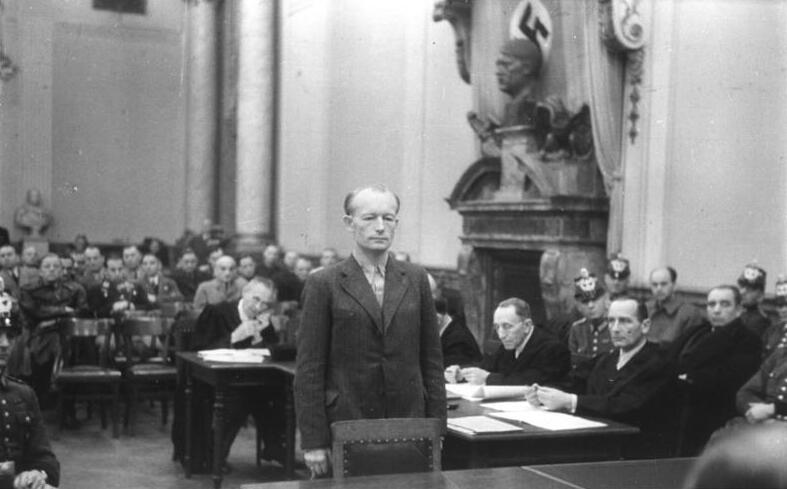
Adolf Reichwein
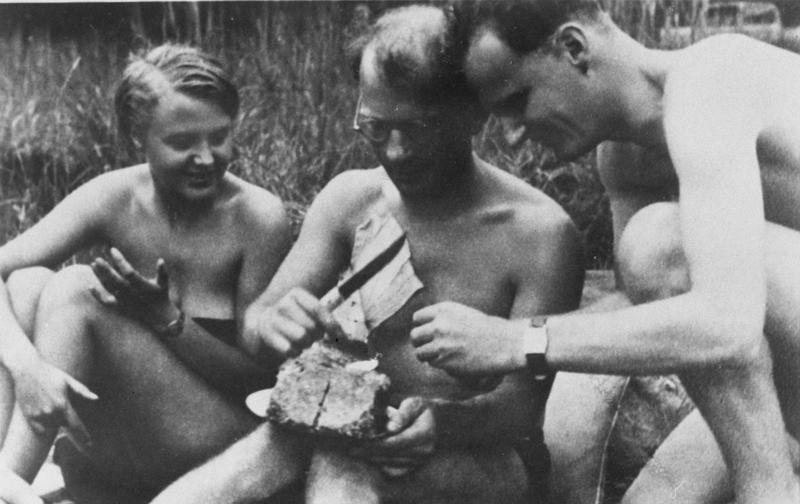
Harro Schulze-Boysen, le premier à droite.
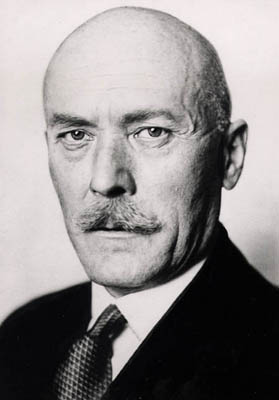
Friedrich-Werner von der Schulenburg
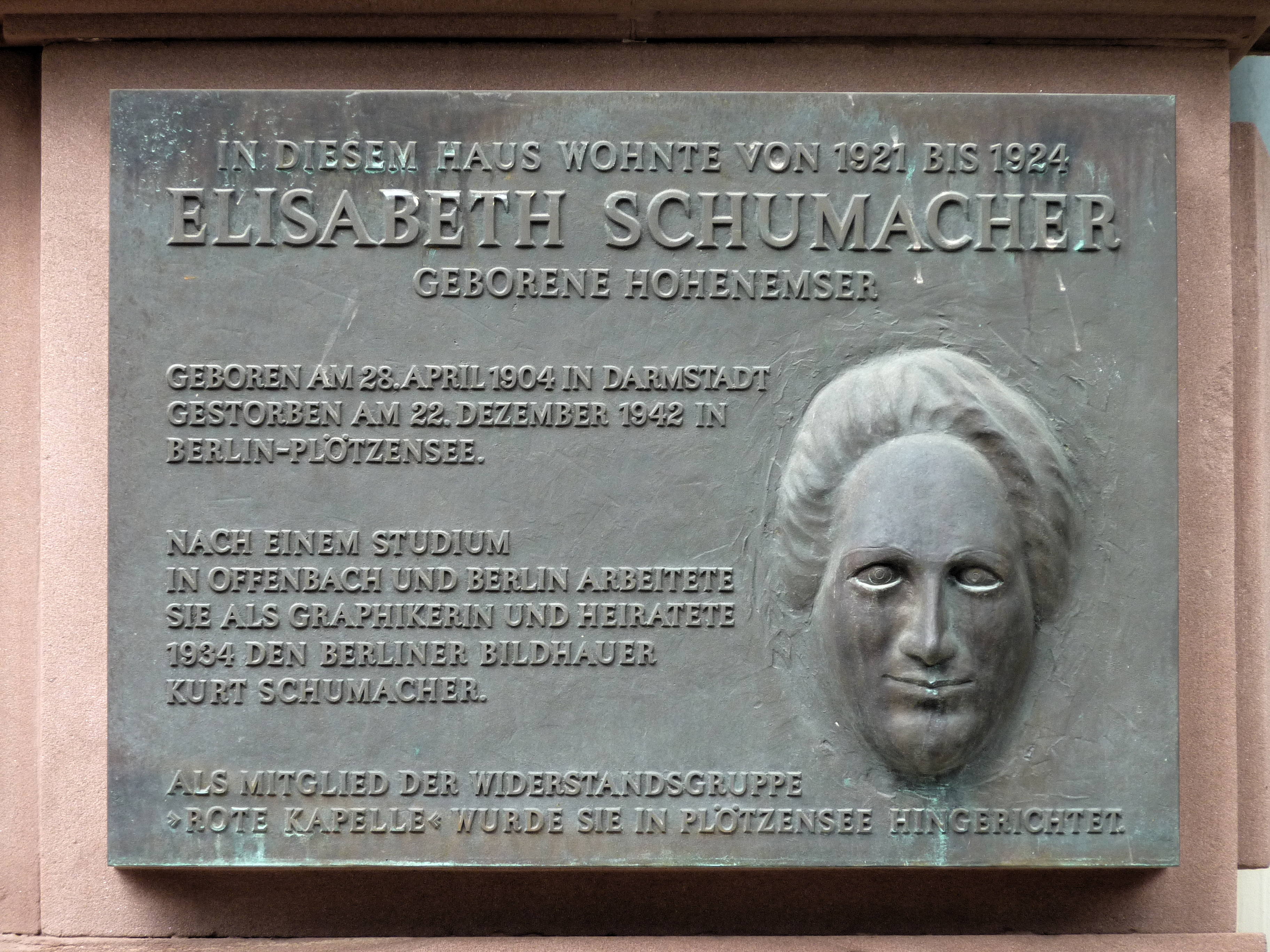
Elisabeth Schumacher
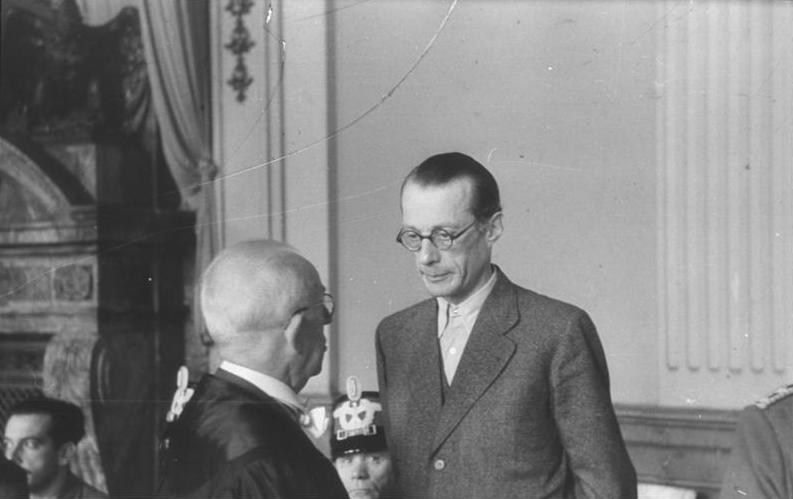
Ulrich Wilhelm Schwerin von Schwanenfeld
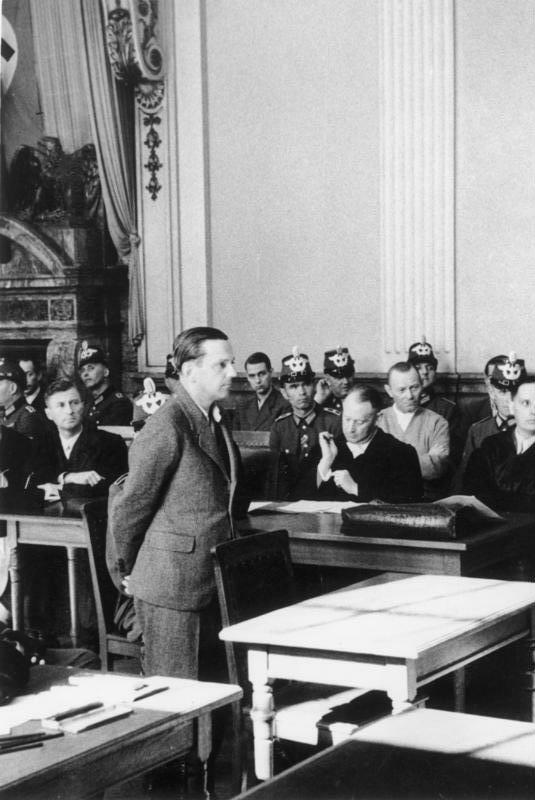
Hellmuth Stieff
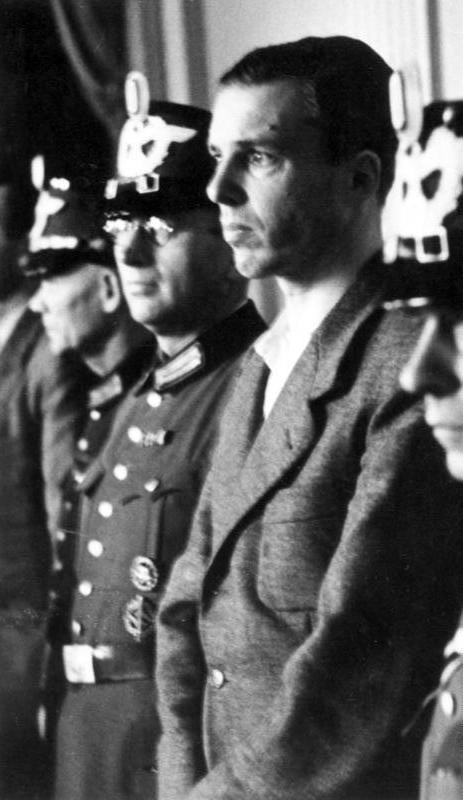
Berthold von Stauffenberg
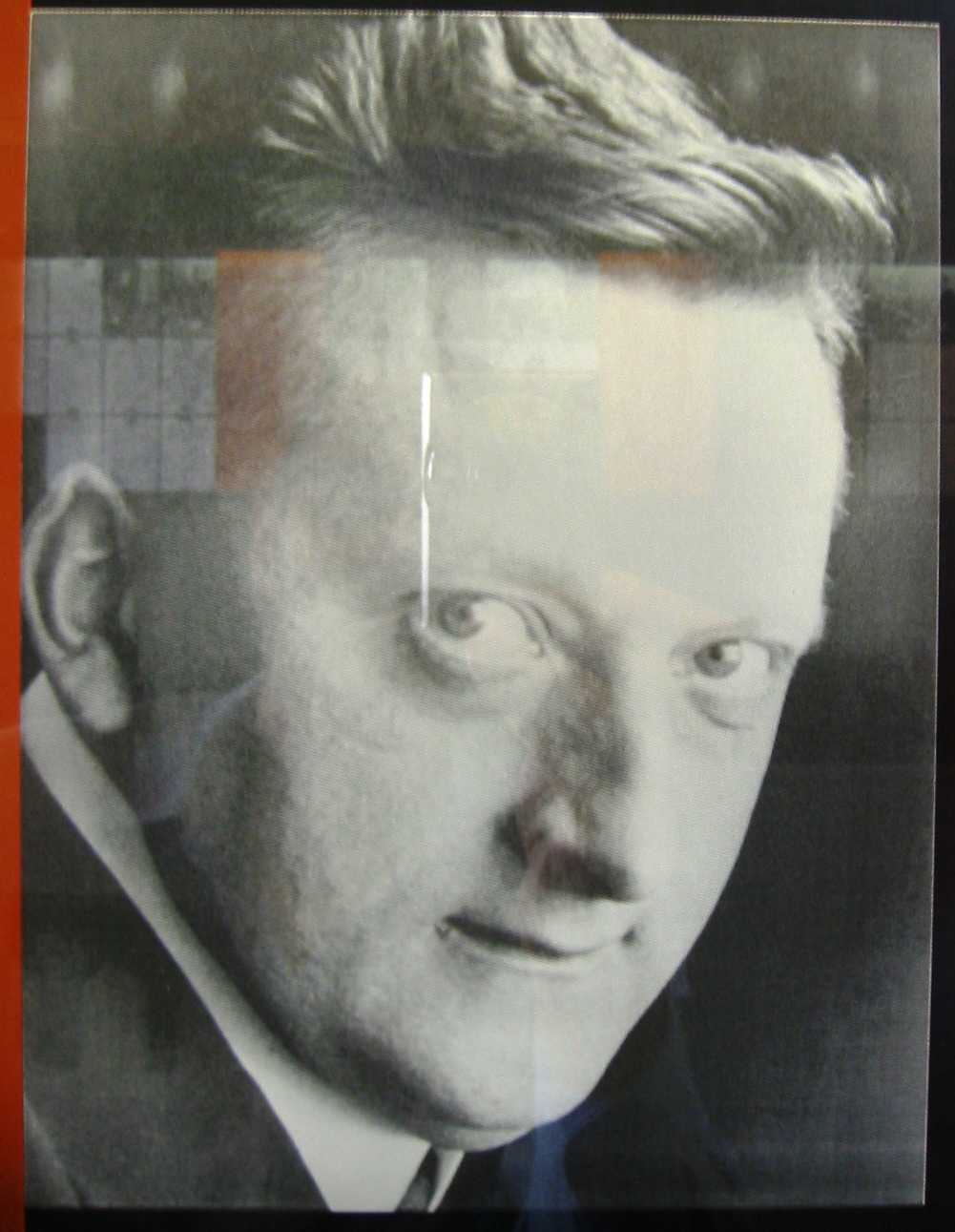
Hermann Stöhr
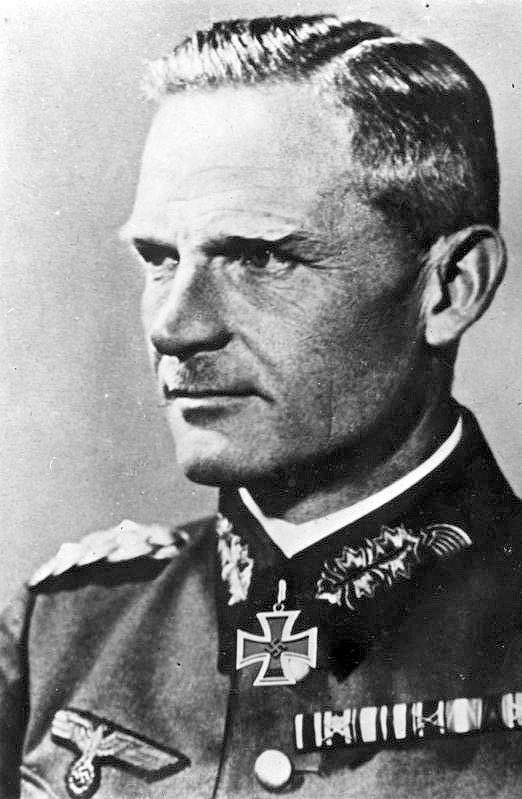
General der Infanterie[e] Carl-Heinrich von Stülpnagel
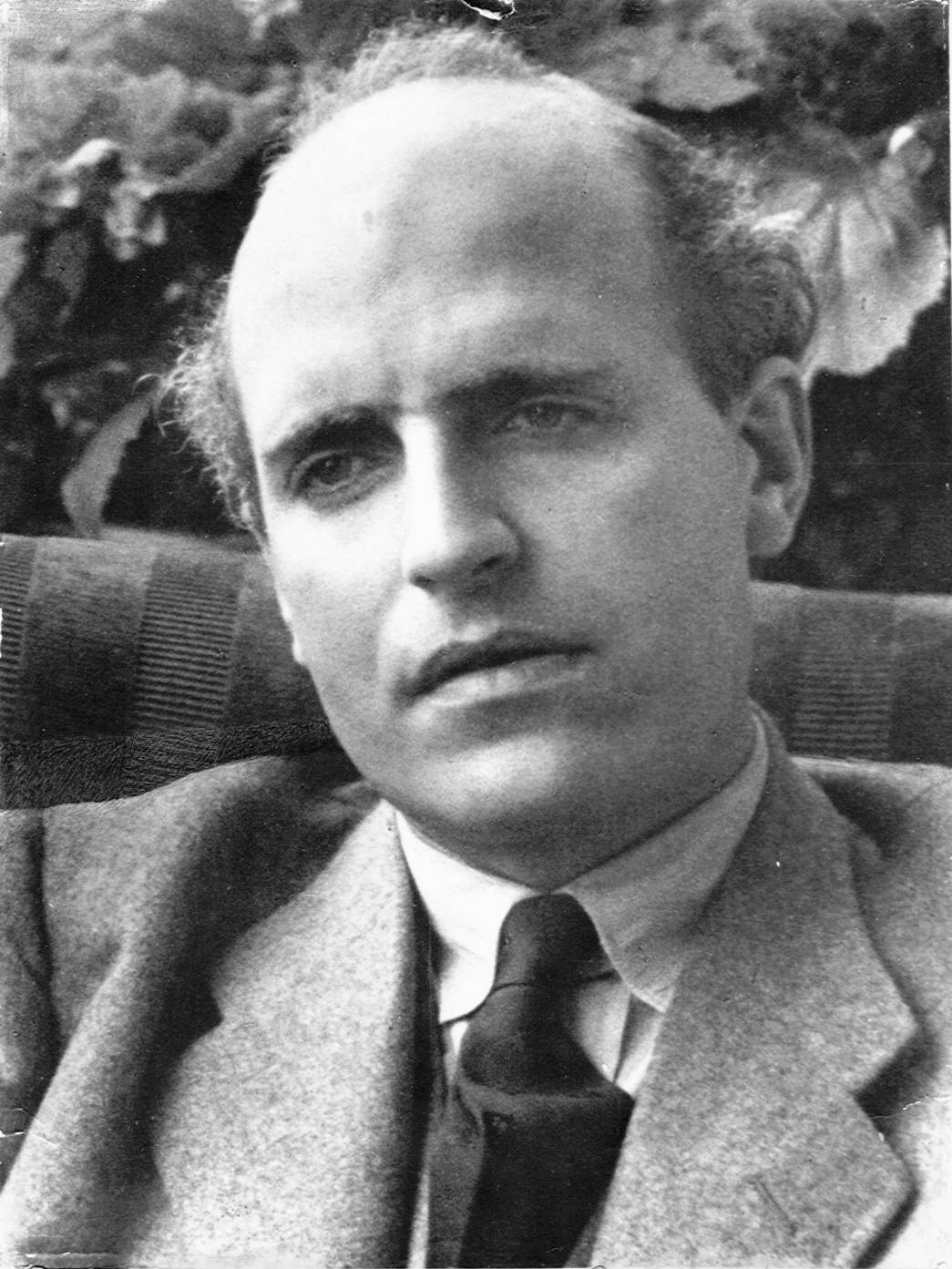
Adam von Trott zu Solz
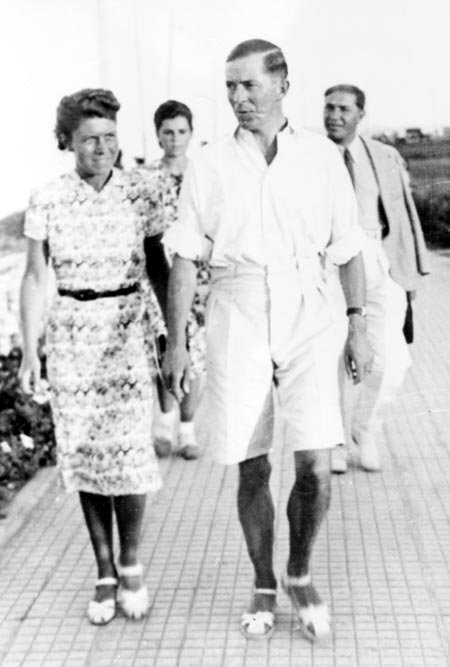
Maria Terwiel avec son fiancé Helmut Himpel
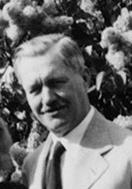
Nikolaus von Üxküll-Gyllenband
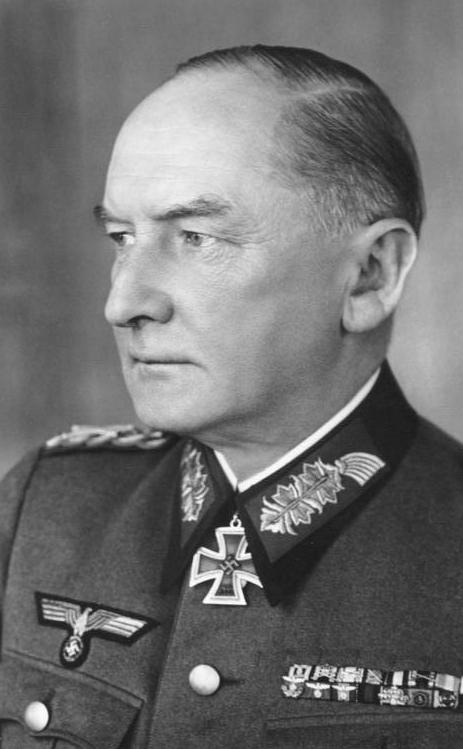
Generalfeldmarschall[f] Erwin von Witzleben